# Kachallah Kasser
 (novembre 2024).
Kachallah Mahamat Kasser né en juillet 1945 à Mabrio, près de N’Djamena et mort le 13 décembre 2021 à N’Djamena est un dirigeant tchadien, qui a exercé la fonction de sultan de N’Djamena urbain et rural de 1985 à 2021. Son règne a été marqué par son engagement pour la paix, la cohésion sociale, et le développement de sa communauté.

## Jeunesse et Carrière
Sultan Kachallah Kasser naît en juillet 1945 dans le village de Mabrio, à environ vingt kilomètres de la capitale tchadienne N’Djamena. Avant de devenir sultan, il occupe des fonctions administratives en tant que sous-préfet, notamment dans les localités d’Abougoudam, Moïto et Guelendeng. En 1985, il succède à son neveu Abbou Haoua Mahamat Chanko et devient sultan de N’Djamena urbain et rural. Il est intronisé officiellement en 1986.
Durant ses 36 années de règne, il est reconnu pour sa capacité à résoudre les conflits de manière pacifique et pour son implication dans les affaires de la communauté. Le sultan Kasser s’est distingué par ses valeurs de respect des traditions et d’ouverture à toutes les ethnies et religions.

## Décès
Kachallah Mahamat Kasser décède le 13 décembre 2021 à l’âge de 76 ans, des suites d’une maladie, à l’Hôpital de la Renaissance de N’Djamena, après trois semaines d’hospitalisation. Ses obsèques ont lieu selon les rites traditionnels et religieux. Après une prière funéraire à la grande mosquée Roi Fayçal, son corps est inhumé dans la cour du palais royal, en présence de nombreuses autorités politiques, religieuses, ainsi que de plusieurs sultans de différentes provinces.